# محمد البسطاوي
محمد البسطاوي (3 يونيو 1954 – 17 ديسمبر 2014) هو ممثل مغربي، شارك في عدة أفلام ومسلسلات ومسرحيات مغربية. كان معروفًا بإتقانه للأدوار المركبة، وتميزه في تشخيص الإنسان المغربي بكل أشكاله، ويُعتبر على نطاق واسع من بين أعظم الممثلين في تاريخ السينما المغربية، حيث حصل على العديد من الجوائز الوطنية والعالمية.

## النشأة
وُلد البسطاوي في 3 يونيو 1954 بدوار أولاد الحران في إقليم سطات، وسط عائلة بسيطة حيث كان والده يعمل موظفًا في محطة القطار القريبة، بعد سنتين انتقلت العائلة للعيش في مدينة خريبكة، والتي درس جميع مراحله التعليمية في مدارسها، وهناك بدأ عشقه للمسرح، من خلال مسرح الهواة في دار الشباب.
بعد تخرجه من المدرسة الثانوية قرر الهجرة إلى أوروبا، حيث اتجه بداية إلى فرنسا ثم استقر في إيطاليا كمهاجر سري، حيث كان يكافح للعيش من خلال عمله كبائع متجول، وبالتزامن مع ذلك كان يشارك في أندية مسارح الهواة مع الإيطاليين، وفي سنة 1985 عاد إلى المغرب وقرر احتراف المسرح ودخول ميدان التمثيل عن طريق العصامية.

## مشواره الفني
التحق سنة 1987 بفرقة مسرح اليوم مع ثريا جبران واستمر معها لمدة عشر سنوات، في نفس الوقت كان يكتب نصوص وأشعار لبرنامح القناة الصغيرة الخاص بالأطفال، وبفضل تألقه في مسرحية «بوغابة» سنة 1989 فُتحت له أبواب النجاح.
سنة 1995 بدأ تجربة جديدة من خلال فرقة مسرح الشمس التي ساهم في تأسيسها إلى جانب محمد خيي ويوسف فاضل، وعلى الرغم من أن هذه التجربة لم تكن بالطويلة فإنه قدم من خلالها مجموعة من الأعمال المتميزة مثل «خبز وحجر وفنتازيا»، و«بوحفنة»، و«الخمارة».
وبعد مسيرة كبيرة في المسرح، دخل عالم السينما والتلفزيون، وكان المفضل عند المخرجين والأكثر طلبًا، وعرفه الجمهور المغربي من خلال مسلسلات مثل «دواير الزمان» سنة 1999 والذي شكل بداية نجوميته، ثم مسلسل «جنان الكرمة» سنة 2001، ثم أكثر مسلسلاته نجاحًا وجماهيرية «وجع التراب» من خلال تقديمه للدور الأيقوني وشخصية (شعيبة) سنة 2006.
بعد عرض فيلم علال القلدة، حصل البسطاوي على النجمة الذهبية في مهرجان القاهرة للإذاعة والتلفزيون، سنة 2013، كما تم تكريمه في المهرجان الدولي للفيلم بمراكش، والذي كان آخر مناسبة عرفت ظهوره من خلال فيلم جوق العميين، الذي قام ببطولته.

## أعماله

### أفلام
- 1997: كنوز الأطلس
- 1998: وداعا فوران
- 2001: أمواج البر
- 2003: الشاهدة
- 2003: أسرار صغيرة
- 2003: علال القلدة
- 2003: ألف شهر
- 2003: رحيل البحر
- 2004: حتى إشعار آخر
- 2004: باب البحر طرفاية
- 2005: الطيور على أشكالها تقع
- 2005: طلب عمل
- 2006: خيال الذيب
- 2006: انكسار
- 2006: يا له من عالم رائع
- 2006: رأس الخيط
- 2007: الوجه الآخر
- 2007 :في انتظار بازوليني
- 2007: طريق العيالات
- 2007: الكبش
- 2007: تمزق
- 2008: الركراكية
- 2009: الصالحة
- 2010: اللجنة
- 2012: أياد خشنة
- 2012: الطفل الشيخ
- 2014: الصوت الخفي
- 2014: أكادير إكسبريس
- 2015: الوشاح الأحمر
- 2015: جوق العميين
- 2015: العريس

### مسلسلات
- 1998: سرب الحمام
- 1999: أولاد الناس
- 2000: دواير الزمان
- 2002: جنان الكرمة
- 2003: صقر قريش
- 2004: خط الرجعة
- 2006: وجع التراب
- 2007: شريكتي مشكلتي
- 2007: عبد الرؤؤف و التقاعد
- 2008-2009: جحا يا جحا
- 2009: المجدوب
- 2010: ياك حنا جيران
- 2011: ديما جيران
- 2012: كلنا جيران
- 2012-2013: مداولة
- 2014: كنزة فالدوار
- 2014: دار الغزلان

## حياته الشخصية
تزوج البسطاوي من الممثلة سعاد النجار وله منها 4 أولاد، معظمهم يشتغل في المجال الفني.

## الجوائز والتكريمات
- 2011: جائزة أفضل دور رجالي عن فيلم أياد خشنة.
- 2011: جائزة النجمة الذهبية من المهرجان الدولي للفيلم بمراكش عن مجمل أعماله.
- 2013: جائزة النجمة الذهبية من مهرجان القاهرة للإذاعة والتلفزيون.

## الوفاة
توفي محمد البسطاوي صباح الأربعاء 17 ديسمبر 2014 في المستشفى العسكري بالرباط عن سن يناهز 60 عامًا، بعد صراع مع المرض حيث كان يعاني من انتفاخ في إحدى كليتيه وقد اكتشف ذلك صدفة حين مشاركته في حملة للتبرع بالدم. وقد وري الثرى في مقبرة الشهداء بالعاصمة الرباط بعد صلاة العصر ليوم الأربعاء، حيث خلف رحيله حزنًا كبيرًا على مستوى أصدقائه في المهنة أو الجمهور المغربي عامة.

## روابط خارجية
- محمد البسطاوي على موقع IMDb (الإنجليزية)
- محمد البسطاوي على موقع قاعدة بيانات الأفلام العربية
- محمد البسطاوي على موقع ألو سيني (الفرنسية)
- محمد البسطاوي على موقع أول موفي (الإنجليزية)
- محمد البسطاوي على موقع قاعدة بيانات الأفلام السويدية (السويدية)
- محمد البسطاوي على موقع قاعدة بيانات الفيلم (الإنجليزية)
- محمد البسطاوي على موقع كينوبويسك (الروسية)